# Androy
Androy region på Madagaskar beliggende i den tidligere provins Toliara længst mod syd på øen. Den grænser mod vest til regionen Atsimo-Andrefana og mod øst til Anosy.

## Geografi
Regionshovedstad er byen Ambovombe. Androys befolkning blev anslået til 695.423 indbyggere i 2011, på et areal af 19.317 km².

## Inddeling
Regionen er inddelt i fire distrikter:
- Ambovombe
- Bekily
- Beloha
- Tsiombe

## Natur
Nationalpark Andohahela ligger i regionen.

## Eksterne kilder og henvisninger
1. ↑  GeoHive: Madagascar, Administrative units. Besøgt 8. april 2010.

24°49′35.84″S 45°11′1.59″Ø / 24.8266222°S 45.1837750°Ø